# کرکسها میمیرند
کرکس‌ها می‌میرند فیلمی به کارگردانی جمشید حیدری و نویسندگی منصور تهرانی ساختهٔ سال ۱۳۵۹ است.

## خلاصه داستان
عباس قلی خان دربان هتل مجللی است که از توریست‌ها پذیرایی می‌کند. او رفتاری تملق‌آمیز دارد. همسر او و فرزندش، عزیز، که به تازگی از زندان آزاد شده، او را نکوهش می‌کنند. عزیز و دوستش، امیر، بر ضد نظام سلطنتی فعالیت می‌کنند. عباس قلی خان مخالف فعالیت سیاسی عزیز است. پس از انقلاب و جلوگیری از آمد و شد توریست‌ها کار عباس قلی خان از رونق می‌افتد. او از رفتار سابق خود پشیمان شده‌است، اما فقط همسرش از لحاظ عاطفی به او توجه دارد.

## بازیگران
- داوود رشیدی
- مصطفی طاری
- اسماعیل محرابی
- منصور تهرانی
- مسعود طالعی
- نصراله برادران
- عباس پیش‌بر
- قوامی
- عزت‌اله رمضانی‌فر